# Atelurinae
Atelurinae (лат.) — подсемейство щетинохвосток из семейства николетиды (Nicoletiidae), иногда выделяемое в самостоятельное семейство Ateluridae. Более 40 родов.

## Описание
Распространены повсеместно, но, главным образом, в тропиках и субтропиках. Включает несколько мирмекофильных и термитофильных родов, обитающих в гнёздах муравьёв и термитов. Тело, как правило, овальной или каплевидной формы; жёлтые, безглазые. Африканский вид Heteronychella congensis  Mendes, 2001 обнаружен в ассоциации с термитами рода Noditermes. Малайзийская чешуйница Malayatelura ponerophila Mendes et al., 2011 обнаружена в кочевых колоннах муравьёв рода Leptogenys (Ponerinae). Обитающая в Европе муравьиная щетинохвостка Atelura formicaria живёт в муравейниках бурого лесного муравья (Formica fusca) и некоторых других видов и родов (Camponotus, Formica cunicularia, Formica gagates, Lasius, Messor, Tetramorium), выпрашивает пищу у хозяев в момент трофаллаксиса.

## Классификация
Более 140 видов и около 70 родов, более половины из которых монотипные. Выделяемые роды объединяют в 5 триб: Atelurini Remington, 1954, Atopatelurini Mendes, 2012, Dinatelurini Mendes, 2012, Dionychellini Mendes, 2012 и Grassiellini Mendes, 2012.
- Allatelura Silvestri, 1947
- Allonychella Silvestri, 1918
- Anarithmeus Pac
- Archeatelura Mendes, 1997 — Доминиканский янтарь[10]
- Assmuthia Escherich, 1906
- Atelura Heyden, 1855
- Atelurina Wygodzinsky, 1943
- Atelurodes Silvestri, 1916
- Ateluropsis Wygodzinsky, 1970
- Attatelura Wygodzinsky, 1942
- Bharatatelura Mendes, 1993
- Cephalocryptina Mendes, 1986
- Congoatelura Mendes, 1996
- Cryptocephalina Silvestri, 1908
- Cryptostylea Mendes, C. Bach de Roca & M. Gaju-Ricart, 1992
- Cryptostylea Mendes, C. Bach de Roca & M. Gaju-Ricart, 1992
- Crypturella Silvestri in Escherich, 1911
- Dionychella Silvestri, 1918
- Dodecastyla Paclt, 1974
- Ecnomatelura Wygodzinsky, 1961
- Gastrotheellus Silvestri, 1942
- Gastrotheus Casey, 1890
- Grassiella Silvestri, 1898
- Heteronychella Mendes, 2001
  - Heteronychella congensis Mendes, 2001 — (Африка, Киншаса; в термитниках Noditermes)[1]
- Lasiotheus Paclt, 1963
- Malayatelura Mendes et al., 2011 — Малайзия[3]
- Nipponatelura Uchida, 1968
- Nipponatelurina Mendes & Machida, 1994
- Pseudogastrotheus Mendes, 2003[11]
- Другие